# Гарволински окръг
Гарволински окръг (на полски: Powiat garwoliński) е окръг в Източна Полша, Мазовецко войводство. Заема площ от 1284,83 км2. Административен център е град Гарволин.

## География
Окръгът обхваща земи от историческите области Мазовия и Малополша. Разположен е в югоизточната част на войводството.

## Население
Населението на окръга възлиза на 108 592 души (2013 g.). Гъстотата е 85 души/км2.

## Административно деление
Административно окръгът е разделен на 14 общини.
Градски общини:
- Гарволин
- Ласкажев

 Градско-селски общини:
- Община Пилява
- Община Желехов

Селски общини:
- Община Борове
- Община Гарволин
- Община Гожно
- Община Ласкажев
- Община Мачейовице
- Община Мястков Кошчелни
- Община Парисов
- Община Соболев
- Община Троянов
- Община Вигла

## Галерия
- Гарволин
- Ласкажев
- Пилява
- Желехов